# Heinrich Holtzmann
Heinrich Julius Holtzmann (født 17. maj 1832 i Karlsruhe, død 4. august 1910 i Baden-Baden) var en tysk teolog. 
Efter Studier i Heidelberg og Berlin og nogle Aars præstelig Virksomhed blev han 1858 Privatdocent i
Heidelberg; 1861 udnævntes han her til ekstraordinær og 1865 til ordinær Prof.; 1874 forflyttedes
han til Strassburg, hvor han virkede i 30 Aar, indtil han 1904 tog Afsked. H. er en af de
betydeligste nytestamentlige Forskere fra nyere Tid; hans Hovedværker er »Historisch-kritische
Einleitung in das Neue Test.« (1885; 3. Opl. 1892) og »Lehrbuch der neutestamentlichen
Theologie«, I—II (1897, 2. Opl. 1911), der begge vidner om, at Forf. paa ganske enestaaende
Maade behersker hele den herhen hørende Litt.; og et yderligere Bevis for hans udstrakte
Belæsthed afgiver den uoverskuelige Mængde Recensioner i videnskabelige Tidsskr og de
Oversigter over det videnskabelige Arbejde paa nytestamentligt Omraade, som han i mange
Aar leverede til »Theologischer Jahresbericht«. Banebrydende Bet. fik hans Skrift »Die
synoptischen Evangelien, ihr Ursprung und geschichtlicher Character« (1863), hvori han førte et
meget grundigt Bevis for den saakaldte Tokildehypoteses (se Bd VII, S. 596) Rigtighed;
senere udformede han sine Anskuelser herom nærmere i den »Hand-Commentar zum Neuen
Test.«, som han udgav i Forening med Lipsius, Schmiedel og v. Soden, og hvori han selv
behandlede de synoptiske Evangelier, Apostlenes Gerninger og den johannæiske Litt. Endnu i
sin høje Alderdom vedblev han med levende Interesse at følge det videnskabelige Arbejde,
og i »Das Messianische Bewusstsein Jesu« (1907) leveskningen om Jesu Liv. I teol. Henseende tilhørte
han den liberal-kritiske Retning, og for Udbredelsen af dennes Kristendomssyn virkede han
ved talrige populære Foredrag og Smaaskrifter samt ved Artikler i Schenkel’s og Guthe’s forsk.
Bibelleksika og det af ham selv og Zöpffel udgivne Lexikon für Theologie und Kirchenwesen (1882; 3. oplag 1895). I denne Forbindelse fortjener yderligere at nævnes hans
Prædikener, hans praktiske Udlægning af 1. Thessalonicenserbrev og Hebræerbrevet samt en
række afhandlinger om pastoralteologiske Emner, og hans ualmindelige Alsidighed affødte nu og da
Foredrag og Studier ogsaa på kunst- og kirkehistoriske områder.
1. ↑  Navnet er anført på svensk og stammer fra Wikidata hvor navnet endnu ikke findes på dansk.